# Friedrich Wolters (Architekt)

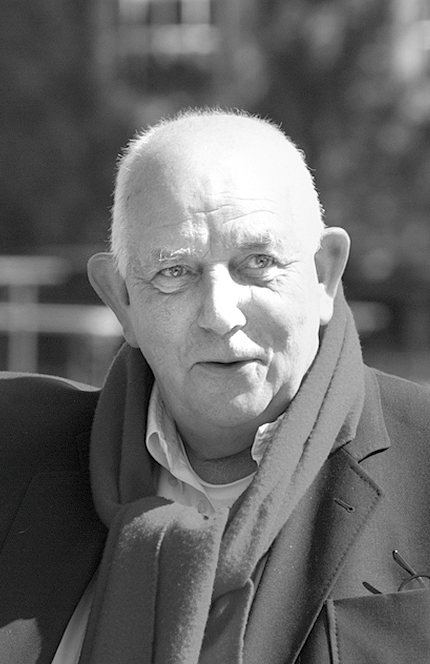
Architekt Friedrich Wolters

Friedrich Wolters (* 28. Mai 1942 in Berlin) ist ein deutscher Architekt und Stadtplaner. Er ist Gründungsgesellschafter von Wolters Partner in Coesfeld, Westfalen.

## Leben

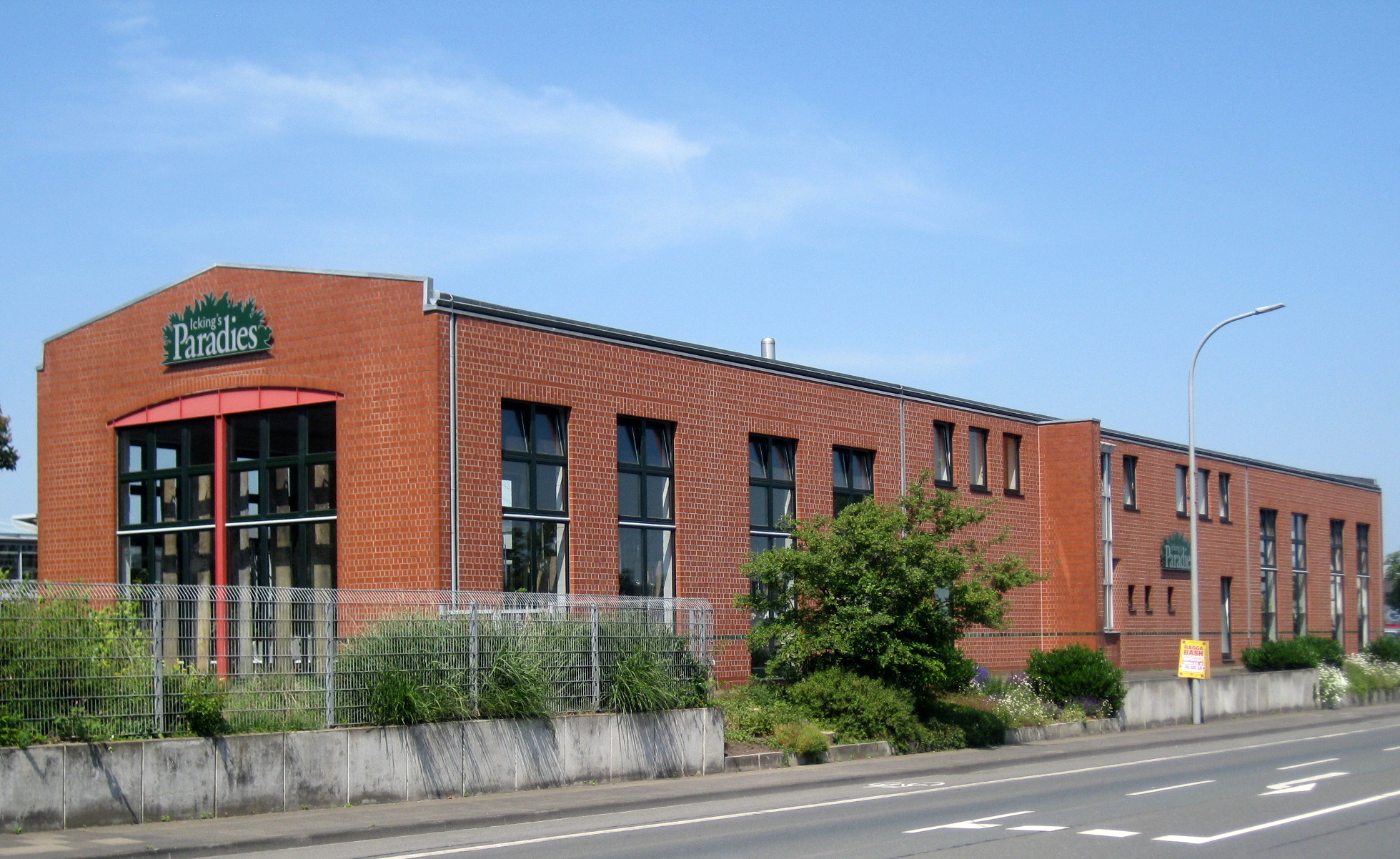
Straßenansicht des Gartencenters Coesfeld auf der Konversionsfläche einer ehemaligen Stuhlfabrik (1994)

Friedrich Wolters wuchs in Coesfeld im Westmünsterland auf. Von 1963 bis 1969 studierte er Architektur an der Werkkunstschule Krefeld bei Fritz G. Winter und Städtebau und Raumplanung an der Technischen Hochschule Wien bei Rudolf Wurzer. Von 1970 bis 1971 war er Mitarbeiter im Architekturbüro Georgije Nedeljkov, Berlin. 1972 gründete Wolters zusammen mit seiner Kollegin und Frau Leonore Wolters-Krebs das gemeinsame Architektur- und Stadtplanungsbüro Wolters & Partner in Coesfeld, aus dem er sich 2012 zurückzog. In über 40 Jahren plante und baute Wolters im historischen Kontext, betrieb im Zuge von Innenstadt- und Ortskernentwicklungen Umnutzungen von Industrieanlagen und -brachen nicht nur im Ruhrgebiet, sondern auch im Auftrag der Arbeitsgemeinschaft Historische Stadtkerne NRW und der Landesregierung Nordrhein-Westfalen zwischen 1992 und 2002 in Russland (Kostroma, Torshok, Stupino, Rostow am Don). Von 2000 bis 2005 war er Geschäftsführer der Regionale 2004 GmbH rechts und links der Ems, zwischen Mai 2006 und März 2001 Vorsitzender des Gestaltungsbeirates der Stadt Münster und von 2003 bis 2010 im Kuratorium des Klosters Bentlage. 2003 entwickelte er im Auftrag der Stadt Münster den internationalen Architekturwettbewerb Kulturforum Westfalen; Gegenstand des Wettbewerbs war die städtebauliche, freiraumplanerische und architektonische Konzeption eines Kulturforums für die Region Westfalen auf dem Hindenburgplatz Münster, das aus dem Museum für Gegenwartskunst des LWL und der Musikhalle (Konzerthaus) der Stadt Münster bestehen sollte. Wolters ist seit 1972 Mitglied der Architektenkammer Nordrhein-Westfalen, seit 1973 Mitglied im Bund Deutscher Architekten – BDA (1979 bis 1983 Vorsitzender BDA – Bezirksgruppe Münster), seit 1980 Mitglied der Deutschen Akademie für Städtebau und Landesplanung – DASL, seit 1989 Mitglied der Heinrich Tessenow Gesellschaft  und seit 1995 Mitglied der Russischen Akademie für Architektur und Bauwissenschaften – a. RAABW.

1987 wurde er mit dem Verdienstkreuz am Bande geehrt, 2023 mit dem Friedrich Halstenberg-Preis der Deutschen Akademie für Städtebau und Landesplanung, Landesgruppe NRW.

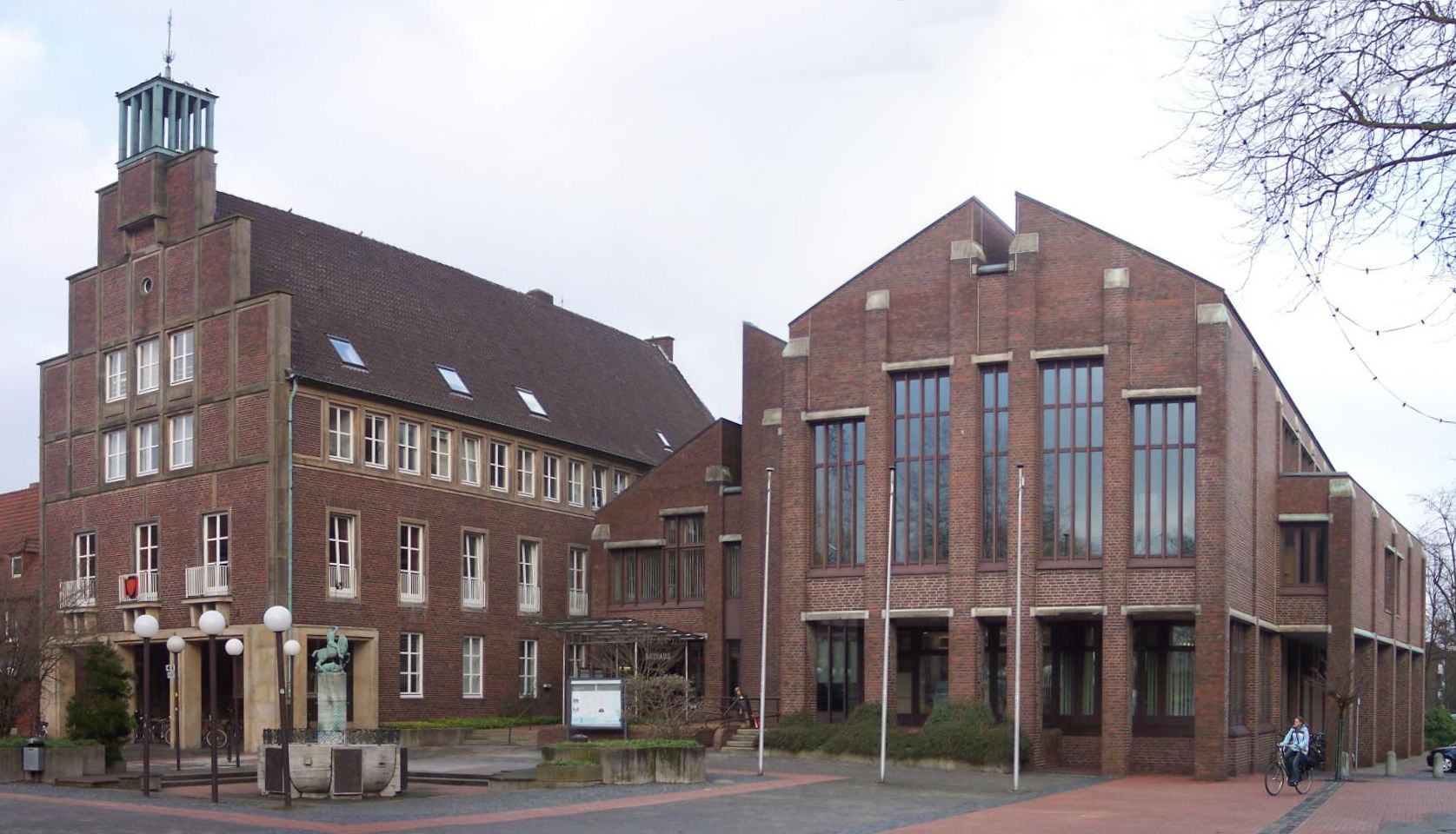
Rathaus Ahaus: Links der Schäfer-Bau (1959), rechts die Erweiterung von Wolters Partner (1982)

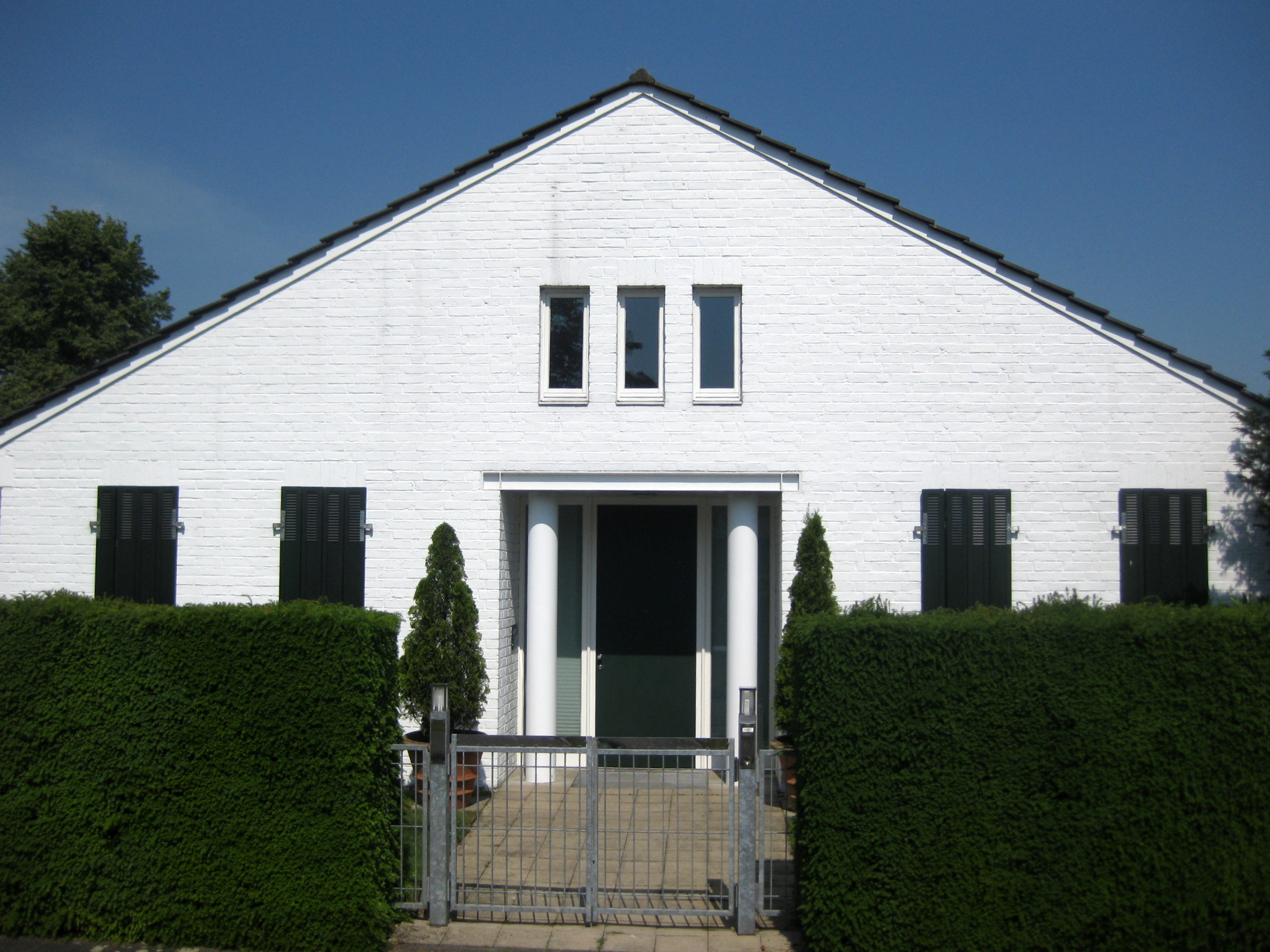
Wohnhaus H. in Coesfeld

Friedrich Wolters ist der Sohn des Architekten Rudolf Wolters (1903–1983) und der Enkel des Coesfelder Stadtbaurats Hermann Wolters (1868–1951).

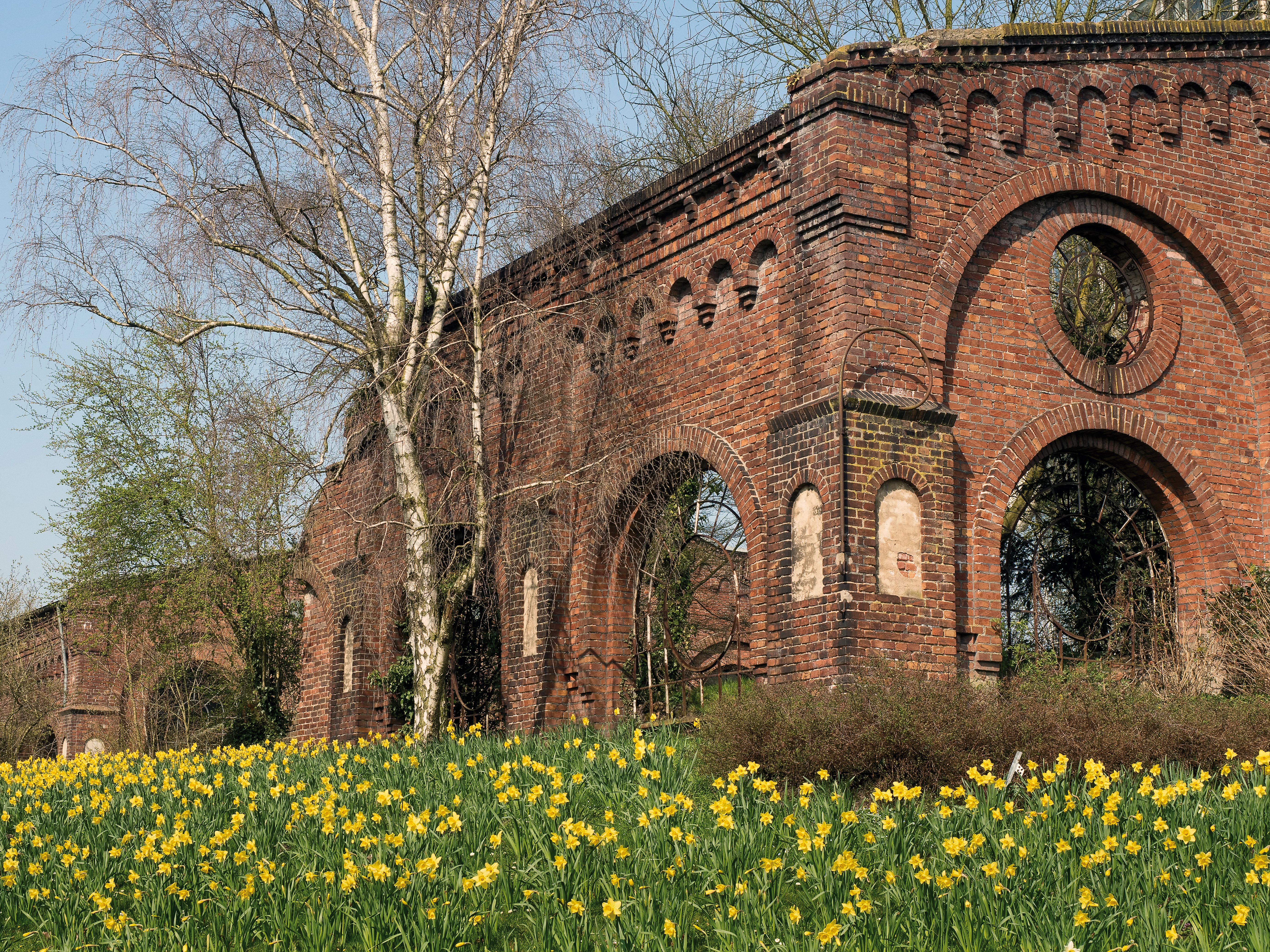
Maximilianpark Hamm: Werkstattgebäude

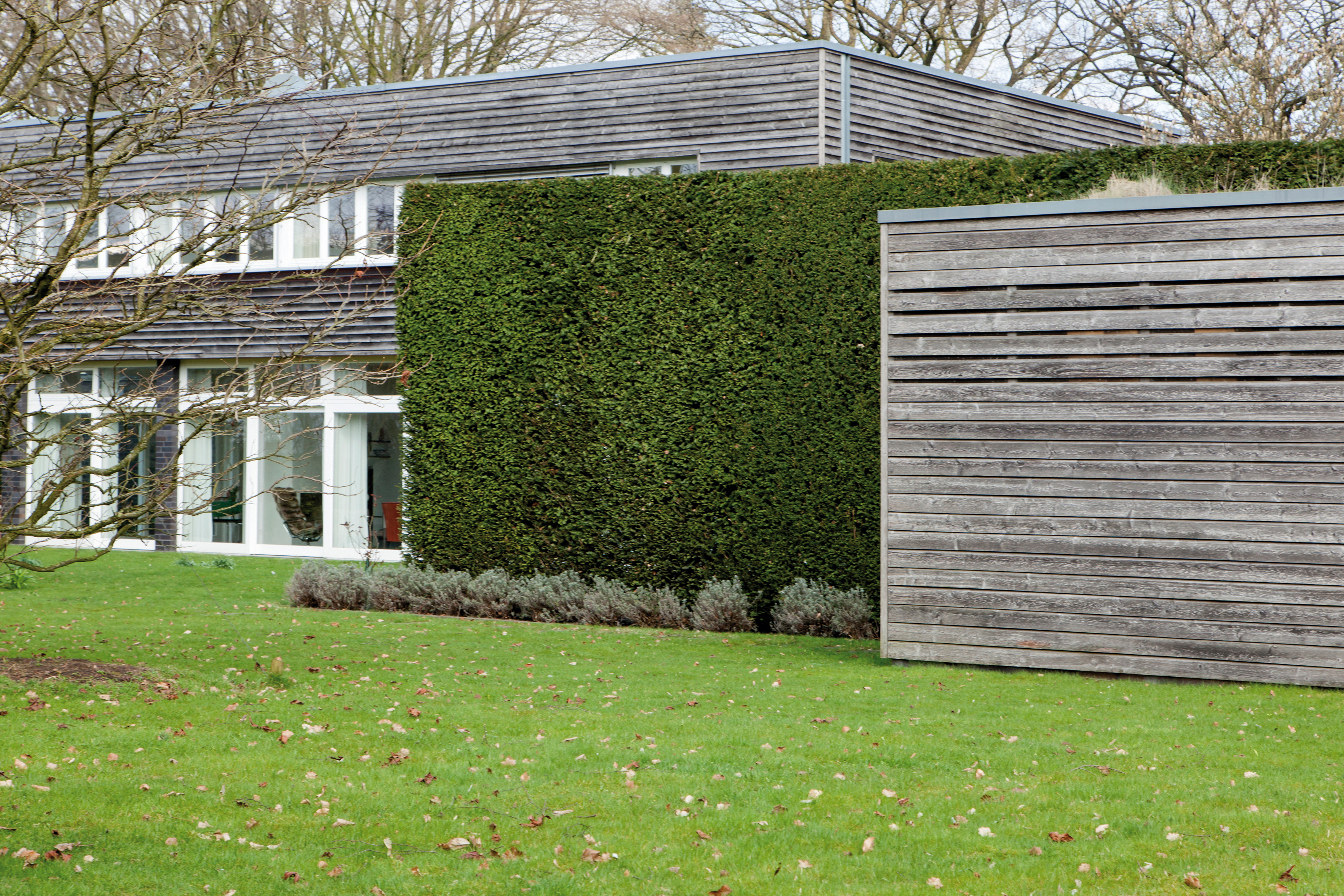
Wohnhaus B. in Coesfeld, Gartenansicht
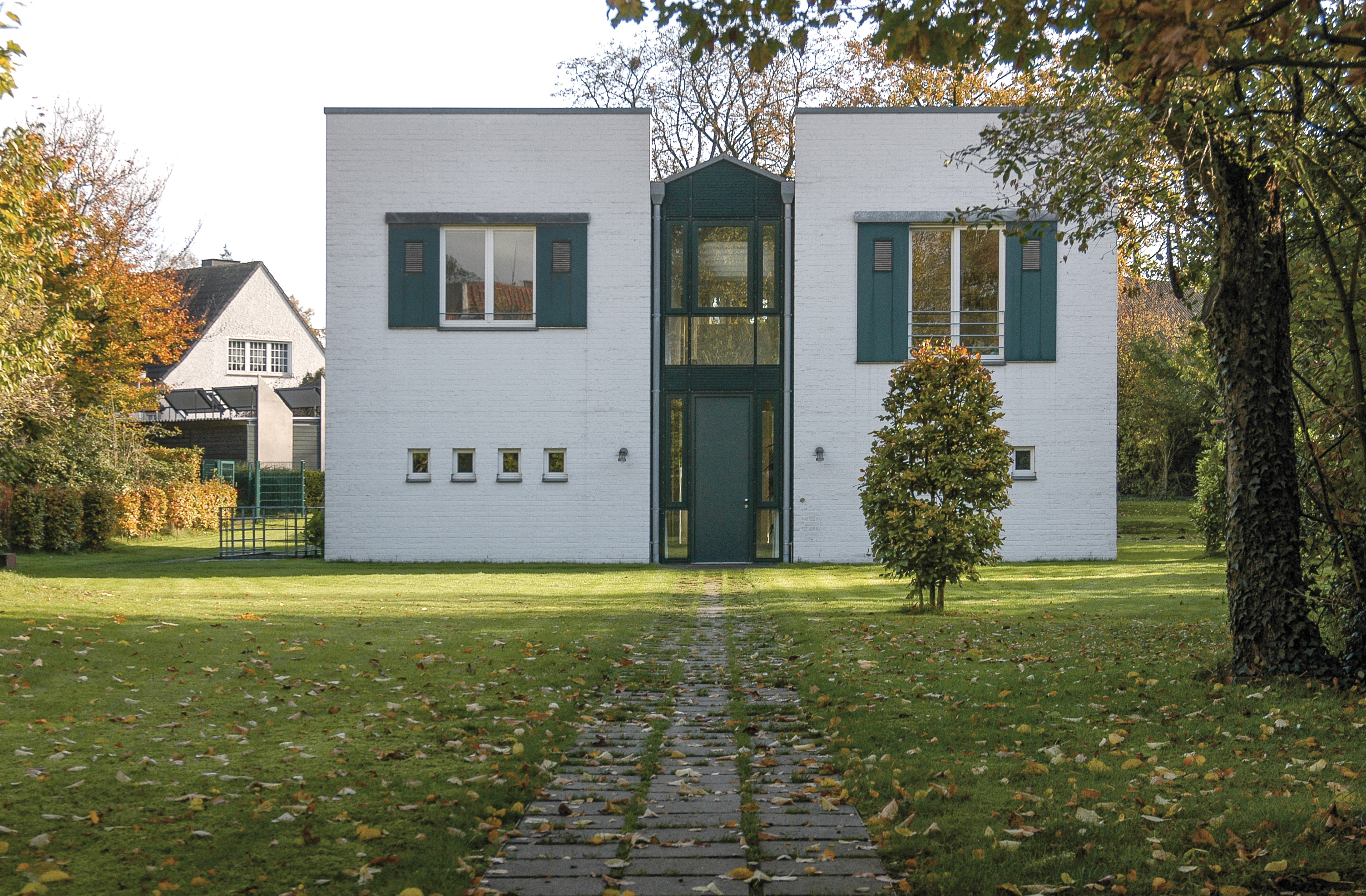
Wohnhaus T. in Coesfeld, Ansicht von der Promenade

## Belege
1. ↑  André Deschan: Im Schatten von Albert Speer. Der Architekt Rudolf Wolters. Gebr. Mann Verlag, Berlin 2016, ISBN 978-3-7861-2743-7, S. 23.
2. ↑  Friedrich Wolters: Die REGIONALE 2004. LWL Münster, 2004, abgerufen am 23. Januar 2018.
3. ↑  Stadt Münster: Kulturforum Westfalen. Dezember 2003, abgerufen am 24. Januar 2018.
4. ↑  Frank Schirrmacher: Der Engel fährt zur Hölle - Breloers Film über Albert Speer. In: Geschichtsbüro Susanne Willems. Susanne Willems, 18. Februar 2005, abgerufen am 23. Januar 2018.

| Personendaten    | Personendaten                       |
| ---------------- | ----------------------------------- |
| NAME             | Wolters, Friedrich                  |
| KURZBESCHREIBUNG | deutscher Architekt und Stadtplaner |
| GEBURTSDATUM     | 28. Mai 1942                        |
| GEBURTSORT       | Berlin                              |